# Машина постоянного тока
Маши́на постоя́нного то́ка — электрическая машина, предназначенная для преобразования механической энергии в электрическую постоянного тока (электрический генератор) или для обратного преобразования (электрический двигатель). Машина постоянного тока обратима.
Машину постоянного тока формально можно представить как синхронную электрическую машину обращённой конструкции, если её ротор снабдить коллектором, который в генераторном режиме играет роль выпрямителя, а в двигательном — преобразователя частоты.
Благодаря наличию коллектора по обмотке якоря проходит переменный ток, а во внешней цепи, связанной с якорем, — постоянный.

Машина постоянного тока
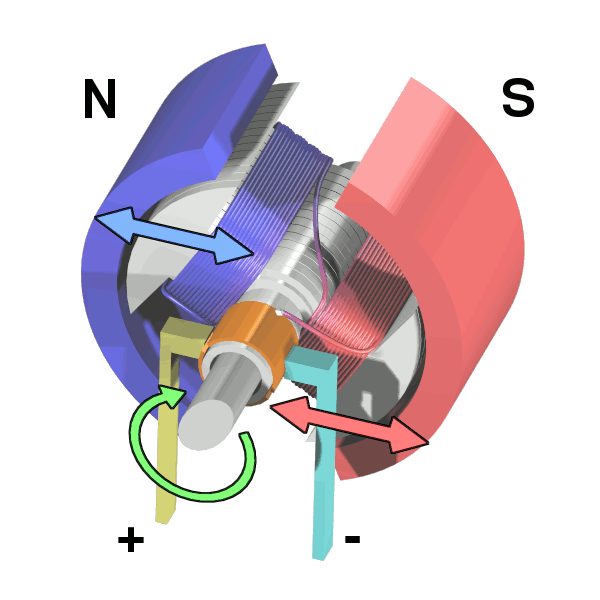
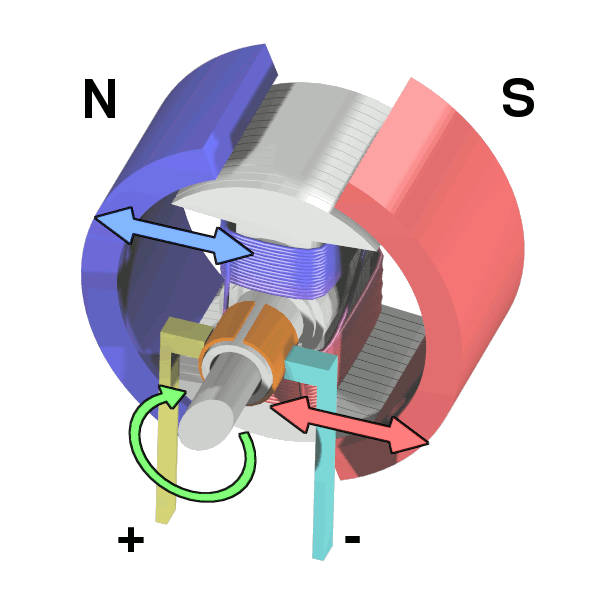
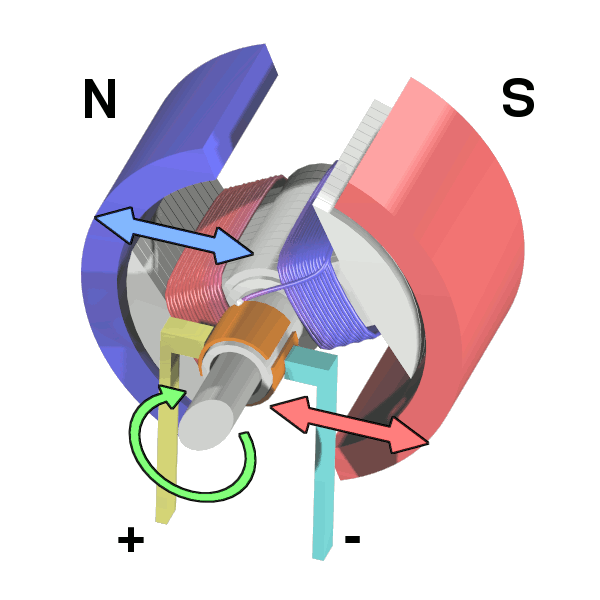

## Классификация машин постоянного тока
Различают следующие виды машин постоянного тока:
- по наличию коммутации:
  - с коммутацией (обычные);
  - без коммутации (униполярный генератор и униполярный электродвигатель);
- по типу переключателей тока:
  - с коллекторными переключателями тока (с щёточно-коллекторным переключателем);
- по мощности:
  - микромашины — до 500 Вт;
  - малой мощности — 0,5—10 кВт;
  - средней мощности — 10—200 кВт;
  - большой мощности — более 200 кВт.
- в зависимости от частоты вращения:
  - тихоходные — до 300 об./мин.;
  - средней быстроходности — 300—1500 об./мин.;
  - быстроходные — 1500—6000 об./мин.;
  - сверхбыстроходные — более 6000 об./мин.
- по расположению вала:
  - горизонтальные;
  - вертикальные.

## Обратимость машин постоянного тока
Машина постоянного тока может работать в двух режимах: двигательном и генераторном, в зависимости от того, какую энергию к ней подвести — если электрическую, то электрическая машина будет работать в режиме электродвигателя, а если механическую — то будет работать в режиме генератора. Однако электрические машины, как правило, оптимизируются конструкторами для одного определенного режима работы — или в режиме генератора, или электродвигателя.

### Электродвигатель
В роли индуктора выступает статор, на котором расположена обмотка. На неё подаётся постоянный ток, в результате чего создаётся постоянное магнитное поле.
Обмотка ротора состоит из проводников, электрически соединяемых с внешней сетью через коллектор. При взаимодействии магнитных полей статора и якоря на якорь действуют силы Ампера, вызыващие вращающий момент. Направление сил определяется по правилу «левой руки». Однако этот вращающий момент  смены направления тока в обмотке способен повернуть ротор только на 180 угловых градусов, после чего ротор остановится. Чтобы вращение продолжалось, используется щёточно-коллекторный узел, выполняющий роли переключателя тока в обмотках ротора и одновременно датчика текущего положения ротора (ДПР).
Электродвигатели постоянного тока стоят почти на каждом автомобиле — это стартер, электропривод стеклоочистителя, вентилятор отопителя салона и др.

### Генератор
В генераторе индуктором также является статор, создающий постоянное магнитное поле между соответствующими полюсами. При вращении ротора (якоря) в магнитном поле статора в проводниках обмотки якоря, перемещающихся в магнитном поле по закону электромагнитной индукции наводится ЭДС, направление которой определяется по правилу правой руки. Переменное напряжение обмотки якоря выпрямляется с помощью коллектора, ламели которого скользят при вращении по неподвижным щёткам, электрически соединяющих обмотки якоря с внешней сетью.
Автомобильные генераторы постоянного тока использовались на ранее производимых автомобилях (ГАЗ-51, ГАЗ-69 и др.) с 1970-х годов автомобильные генераторы постоянного тока вытеснены генераторами переменного трёхфазного тока. Получение постоянного тока для питания бортовой сети производится с помощью трёхфазного выпрямителя, выполненного на шести полупроводниковых диодах по мостовой схеме предложенной членом-корреспондентом АН СССР Ларионовым.